# شانون روذرفورد
شانون روذرفورد (بالإنجليزية: Shannon Rutherford)‏ إحدى شخصيات لوست. تؤدي شخصيتها الممثلة الأمريكية ماجي غرايس.